# Melianthus elongatus
Melianthus elongatus är en tvåhjärtbladig växtart som beskrevs av D.O. Wijnands. Melianthus elongatus ingår i släktet Melianthus och familjen Melianthaceae. Inga underarter finns listade i Catalogue of Life.